# Magnetosfera di Nettuno
Il pianeta Nettuno possiede un forte campo magnetico, la cui intensità è valutabile in circa 25 volte quella del campo magnetico terrestre. La sua esistenza fu scoperta nell'agosto 1989 dalla sonda statunitense Voyager 2, durante la fase di avvicinamento al pianeta; la Voyager captò impulsi radio che si ripetevano con una periodicità di 16,11 ore. Le emissioni si rivelarono poi dovute all'intenso campo magnetico rotante del pianeta; il valore di 16,11 ore fu assunto a periodo di rotazione di Nettuno, come confermarono in seguito le osservazioni delle formazioni atmosferiche del pianeta.
Il campo magnetico di Nettuno presenta un'inclinazione anomala rispetto all'asse di rotazione, pari a circa 47°; la sua sorgente si trova quasi a metà fra il centro e la superficie visibile del pianeta (mentre per la Terra coincide con il nucleo interno). Si ritiene pertanto che il campo magnetico abbia origine nel mantello fluido del pianeta, e non nel suo nucleo solido; il materiale conduttivo che ne causa la formazione è probabilmente composto da ammoniaca, metano e acqua che causano un'azione dinamo.
All'interno della magnetosfera nettuniana sono presenti particelle cariche con una densità di 2/cm3; per confronto, la densità di particelle cariche nei pressi di Urano è di circa 6/cm3, e nel caso di Giove raggiunge il valore di 6000/cm3.
Il campo magnetico alla superficie equatoriale di Nettuno è stimato sui 1,42 μT, per un momento magnetico di 2,16×1017 teslam³. Il campo magnetico di Nettuno possiede una geometria complessa che include componenti non-dipolari, incluso un forte momento quadripolo che potrebbe superare in forza pure quello dipolo. D'altra parte la Terra, Giove e Saturno hanno solo dei momenti di quadripolo relativamente piccoli e i loro campi sono meno inclinati rispetto all'asse polare. Il grande momento di quadripolo di Nettuno potrebbe essere il risultato del disallineamento dal centro del pianeta e dai vincoli geometrici del generatore della dinamo del campo.
Il bow shock di Nettuno, ossia il punto in cui la magnetosfera inizia a rallentare il vento solare, avviene alla distanza di 34,9 volte il raggio del pianeta; la magnetopausa, ossia il punto in cui la pressione della magnetosfera controbilancia il vento solare, si estende alla distanza di 23–26,5 volte il raggio di Nettuno. La coda della magnetosfera si estende all'esterno fino ad almeno 72 volte il raggio del pianeta e probabilmente molto oltre.